# Vieraugenbeutelratten
Die Vieraugenbeutelratten (Philander) sind eine Gattung der Beutelsäuger aus der Familie der Beutelratten (Didelphidae). Ihren Namen verdanken sie einem hellen Fleck über jedem Auge.

## Beschreibung
Vieraugenbeutelratten sind äußerlich mäuseähnliche Tiere. Ihr raues Fell ist an der Oberseite grau oder schwarz gefärbt, die Unterseite ist heller, oft weißlich oder gelb. Ihr Körper ist sehr schlank gebaut, die Schnauze spitz. Der Schwanz ist gleich lang oder länger als der Körper und bis auf das erste Viertel unbehaart. Mit einer Kopfrumpflänge von 25 bis 33 Zentimeter und einem Gewicht von 200 bis 700 Gramm (Tiere in Gefangenschaft erreichen manchmal bis zu 1,5 Kilogramm) zählen sie zu den größeren Vertretern ihrer Familie.

## Verbreitung und Lebensweise
Diese Tiere sind auf dem amerikanischen Kontinent verbreitet, ihr Verbreitungsgebiet reicht vom nördlichen Mexiko bis in das nördliche Argentinien.
Ihr Lebensraum sind in erster Linie feuchte, tropische Wälder. In erster Linie leben sie auf dem Boden, obwohl sie auch gut klettern und sogar schwimmen können. Ihr Bewegungen gelten als schnell und agil. Die Tiere sind vorwiegend nachtaktiv, obwohl sie manchmal auch tagsüber beobachtet werden können. Als Schlafplatz dienen ihnen runde Blätternester, die sie in den unteren Ästen errichten, selten auch Erdhöhlen. Sie gelten als ausgesprochen aggressiv, die sich mit Zischlauten und notfalls wildem Kämpfen gegenüber ihren Feinden verbreiten.
Vieraugenbeutelratten sind ausgesprochene Allesfresser. Zu ihrer Nahrung zählen kleine Wirbeltiere, Eier, Insekten, Krabben und Würmer, aber auch Früchte, Blätter und Samen.

## Fortpflanzung
Weibchen haben einen gut entwickelten Beutel mit fünf bis neun Zitzen und können in wärmeren Regionen das ganze Jahr über Nachwuchs zur Welt bringen. Nach kurzer Tragzeit wirft das Weibchen vier bis fünf Jungtiere. Diese werden rund drei Monate gesäugt und erreichen die Geschlechtsreife im Alter von sechs bis acht Monaten. Mit ein bis zwei Jahren ist die Lebenserwartung niedrig.

## Bedrohung
Vieraugenbeutelratten sind weitverbreitet und zählen nicht zu den bedrohten Arten. Gelegentlich fallen sie über Felder oder Plantagen her und werden deshalb als Plage betrachtet.

## Die Arten
In einer im Januar 2018 veröffentlichten Revision der Gattung werden folgende Arten anerkannt:
- Die Anderson-Vieraugenbeutelratte (Philander andersoni) kommt im nordwestlichen Amazonasbecken vor.
- Die Gewöhnliche Vieraugenbeutelratte (Philander canus), eine im tropischen Südamerika weit verbreitete Art, die vorher als Synonym oder Unterart der Grauen Vieraugenbeutelratte galt.
- McIlhennys Vieraugenbeutelratte (Philander mcilhennyi) aus dem westlichen Amazonasbecken.
- Die Dunkle Vieraugenbeutelratte (Philander melanurus) (Thomas, 1899), aus Panama und Kolumbien und Ecuador westlich der Anden.
- Die Graue Vieraugenbeutelratte (Philander opossum) aus dem östlichen Amazonasbecken.
- Die Pebas-Vieraugenbeutelratte (Philander pebas), eine Anfang 2018 neu beschriebene Art, die im Amazonasbecken endemisch ist.
- Die Südöstliche Vieraugenbeutelratte (Philander quica), ist im Atlantischen Regenwald endemisch.
- Die Fahle Vieraugenbeutelratte (Philander vossi) Gardner & Ramírez-Pulido, 2020, aus Mittelamerika (Yukatan, Belize, El Salvador).

Die Schwarze Vieraugenbeutelratte (Philander nigratus) wurde 2020 als weitere valide Art anerkannt.
Über die Validität der Orinokodelta-Vieraugen-Beutelratte (Philander deltae) konnte bisher Aussage getroffen werden, da keine DNA-Proben vorlagen.
Die Nacktschwanzbeutelratte wird manchmal als Braune Vieraugenbeutelratte bezeichnet, sie hat aber nur oberflächliche Ähnlichkeiten mit dieser Gattung und ist nicht näher mit ihr verwandt.

## Belege
1. ↑  Robert S. Voss, Juan F. Díaz-Nieto und Sharon A. Jansa. 2018. A Revision of Philander (Marsupialia: Didelphidae), Part 1: P. quica, P. canus, and A New Species from Amazonia. American Museum Novitates. Number 3891; 1-70. DOI: 10.1206/3891.1
2. ↑  Robert S. Voss, Juan F. Díaz-Nieto und Sharon A. Jansa. 2020. A Revision of Philander (Marsupialia: Didelphidae), Part 2: Phylogenetic Relationships and Morphological Diagnosis of P. nigratus Thomas, 1923. Juni 2020, American Museum Novitates 2020 (3955):1, DOI:10.1206/3955.1